# Tinner Dose-Sprakeler Heide
Die Tinner Dose-Sprakeler Heide ist ein Naturschutzgebiet in den niedersächsischen Gemeinden Stavern in der Samtgemeinde Sögel, Lathen in der Samtgemeinde Lathen, der Stadt Haren (Ems) und der Stadt Meppen im Landkreis Emsland.

## Allgemeines
Das Naturschutzgebiet mit dem Kennzeichen NSG WE 177 ist rund 3.955 Hektar groß. Es ist größtenteils Bestandteil des FFH-Gebietes „Tinner Dose, Sprakeler Heide“ und des EU-Vogelschutzgebietes „Tinner Dose“ und grenzt stellenweise an Teilflächen des Landschaftsschutzgebietes „Waldgebiete auf dem Hümmling“.
Das Naturschutzgebiet wurde zum 31. März 2012 ausgewiesen. In ihm sind die bisherigen Naturschutzgebiete „Tinner und Staverner Dose“ und „Sprakeler Heide“ aufgegangen. Das bisherige Naturschutzgebiet „Tinner und Staverner Dose“ wurde zum 6. Dezember 1986 ausgewiesen. Das 3.200 Hektar große Gebiet trug das Kennzeichen NSG WE 177. Das ehemalige Naturschutzgebiet „Sprakeler Heide“, das aus zwei Teilflächen bestand, wurde bereits zum 1. August 1953 ausgewiesen. Es war 270 Hektar groß und trug das Kennzeichen NSG WE 042. Die beiden Naturschutzgebiete grenzten im Nordosten direkt aneinander. Zuständige untere Naturschutzbehörde ist der Landkreis Emsland.
Das Naturschutzgebiet liegt vollständig innerhalb des von der Wehrtechnischen Dienststelle für Waffen und Munition (WTD 91) genutzten Schießplatzes Meppen.

## Tinner und Staverner Dose
Die Tinner und Staverner Dose als großes Hochmoorgebiet liegt südöstlich von Lathen und nordöstlich von Meppen am Rand des Hümmlings. Das Moor ist zwar großflächig entwässert, aber nur an den Rändern durch Handtorfstiche abgebaut worden. Eine weitere Nutzung des Torfes findet aufgrund der seit 1877 bestehenden militärischen Nutzung nicht statt, wodurch sich eines der größten zusammenhängenden Hochmoorbereiche Niedersachsen erhalten konnte, das großflächig baumfrei ist. In den Randbereichen des Moores sind extensiv landwirtschaftlich genutzte Feuchtwiesen zu finden. Diese Nutzflächen dienen auch als Pufferzone zum Hochmoor.
Das Naturschutzgebiet beherbergt eine artenreiche Fauna und Flora. Es ist ein bedeutendes Brutgebiet für Wiesen- und Kornweihe sowie verschiedene Watvögel, darunter Bekassine, Großer Brachvogel und Rotschenkel. Weiterhin sind z. B. Neuntöter, Raubwürger, Brachpieper, Feldlerche und Schwarzkehlchen heimisch. Das Naturschutzgebiet ist weiterhin Lebensraum verschiedener Amphibien wie Moorfrosch und Kreuzkröte und Reptilien wie Zauneidechse, Schlingnatter und Kreuzotter, Insekten, darunter Schmetterlinge, Heuschrecken und Libellen sowie andere Wirbellose. Im Naturschutzgebiet siedeln u. a. Gagel, Glocken- und Rosmarinheide, Moosbeere, Rundblättriger und Mittlerer Sonnentau, Moorlilie, Drachenwurz, Sumpfbärlapp, Weißes Schnabelried und Breitblättriges Knabenkraut.
Teile des Schutzgebietes werden zur Pflege mit Przewalskipferden beweidet.
Im Norden des Naturschutzgebietes verläuft mit dem Bohlenweg in der Tinner Dose ein vorgeschichtlicher Bohlenweg.
Das Moorgebiet wird nach Süden über mehrere Gräben zur Gräfte, einem Nebenfluss der Nordradde, und nach Norden zur Melstruper Beeke, die bei Fresenburg in den Dortmund-Ems-Kanal mündet, und zur Lathener Beeke, die in Lathen in die Ems mündet, entwässert.

## Sprakeler Heide
Die Sprakeler Heide liegt zwischen Lathen und Sögel, ebenfalls am Rande des Hümmlings. Auch der Heidebereich liegt vollständig im Schießplatz Meppen. Es stellt eine Heidelandschaft auf sandigem Geestboden und Binnendünen unter Schutz, welche das größte Besenheide-Gebiet im Emsland darstellt. Die Zwergstrauchheiden beherbergen weiterhin Schwarze Krähenbeere sowie eingestreute Baum- und Gebüschgruppen mit Stieleiche, Wacholder, Englischem und Behaartem Ginster. Auf offenen Sandflächen siedeln Silber- und Straußgras.
Im Südosten der Sprakeler Heide sind im Hügelgräberfeld Sprakeler Heide zahlreiche Hügelgräber und ein gut erhaltenes Steingrab zu finden.
Um die Landschaft zu erhalten, wird sie mit Schafen beweidet. Auch Plaggenstiche werden zur Regeneration des Heidekrautes durchgeführt.

## Flächenbrand im September 2018
Anfang September gerieten Teile der Tinner und Staverner Dose auf über 12 km² durch Raketentests der Bundeswehr in Brand. Durch das Feuer wurden zahlreiche Pflanzen, aber auch Samenreservoire seltener Pflanzen im Torf zerstört. Ebenso kamen Tiere, die vor dem Feuer nicht fliehen konnten, ums Leben. Weiterer Schaden am natürlich nährstoffarmen Moorkörper könnte durch nitrathaltiges Löschwasser verursacht worden sein. Im Zuge der Löscharbeiten wurde die obere Bodenschicht teilweise abgeschoben, um an im Boden liegende Glutnester zu gelangen. In anderen Bereichen wurden durch Fahrzeugeinsätze Schlammlandschaften hinterlassen.